# Nautilus belauensis
Nautilus belauensis és una espècie mol·lusc cefalòpode de la família Nautilidae nativa de les aigües del voltant de les illes Palau, a l'oceà Pacífic. Per això, s'anomena nàutil de Palau.
N. belauensis és molt semblant a Nautilus pompilius, comparteixen un llombrígol tancat i cobert per un cal·lus. Es diferencien en la base de la ràdula.
N. belauensis és el segon nàutil més gran després del N. pompilius pompilius. La seva conquilla fa al voltant de 21 cm de diàmetre, encara que s'han recollit espècimens més grossos.